# Meioneta exigua
Meioneta exigua är en spindelart som beskrevs av Anthony Russell-Smith 1992. Meioneta exigua ingår i släktet Meioneta och familjen täckvävarspindlar. Inga underarter finns listade i Catalogue of Life.